# Genbrugsstabil
Genbrugsstabil er en typebetegnelse for et materiale der primært bruges som underlag til veje, pladser, stier og tilsvarende, samt til generel opfyldning af huller fra gravearbejde eller nivellering af kuperet terræn.
Normalt sælges genbrugsstabil 0/32, der angiver at kornstørrelsen er mellem nul og 32 mm. Tallet udtales "nul toogtredive". Alternativet er "nyt stabil", også kaldet stabilgrus, der er frisk udgravet fra en grusgrav.
Genbrugsstabil er lavet af knust asfalt og beton der er blevet til overs ved vejarbejde, nedrivning af bygninger og lignende. Forskellige producenter har forskellige holdninger til hvad blandingsforholdet skal være, og en del knuser bare hvad de har i bunkerne. Hvis affaldsleverandøren ikke har sorteret sit affald korrekt, kan der forekomme diverse urenheder, som oftest rester af jord eller mursten, men desværre ses også glas, plast, træ og porcelæn mange steder.
Mange forveksler genbrugsstabil med genbrugsballast, der er knust tegl og beton uden asfalt.